# Gralla baixa
La gralla baixa és un instrument de vent fusta, format per un tub de forma troncocònica, que amplifica el seu so produït per una llengüeta de doble canya, anomenada inxa. Es tracta d'un model creat a finals dels anys noranta per Pau Orriols i Xavier Bayer per fer el paper de baix en les peces recuperades de l'època d'or de la gralla en què una gralla llarga feia de baix.

## Història
A mitjan segle xix, a causa del canvi de moda dels gustos musicals, els grups de grallers van tenir la necessitat de fer canvis en les gralles seques del moment per poder aconseguir el timbre i el registre necessari per a poder tocar les peces ballables contemporànies. Així doncs, a causa de les exigències de repertori i l'augment del nivell interpretatiu dels grallers, es va començar a popularitzar el model de gralla llarga que augmentava el registre de la gralla seca del sol₃ fins al do₃. Aquestes gralles van canviar el timbre de la gralla i n'augmentaven la tessitura que donava noves possibilitats expressives. Això va fer que la formació habitual fins al moment d'una o dues gralles seques i un timbal, evolucionés cap a una formació de tres gralles llargues –una de les quals feia el paper de baix– i un timbal de llautó.
A partir de la recuperació moderna de la gralla durant la dècada dels anys noranta, el model de gralla dolça de dues claus es va anar imposant tant entre els lutiers com entre els intèrprets. Això va fer que en el moment que es comença a recuperar el repertori de l'època d'or de la gralla faltés un instrument que pogués fer de baix de la formació. Fruit d'aquesta necessitat, Pau Orriols i Xavier Bayer van crear el prototip de gralla a finals dels anys noranta, la gralla baixa, que permetia recuperar totes aquestes peces i oferir moltes més possibilitats als grups de grallers amb una riquesa harmònica més gran.

## Característiques

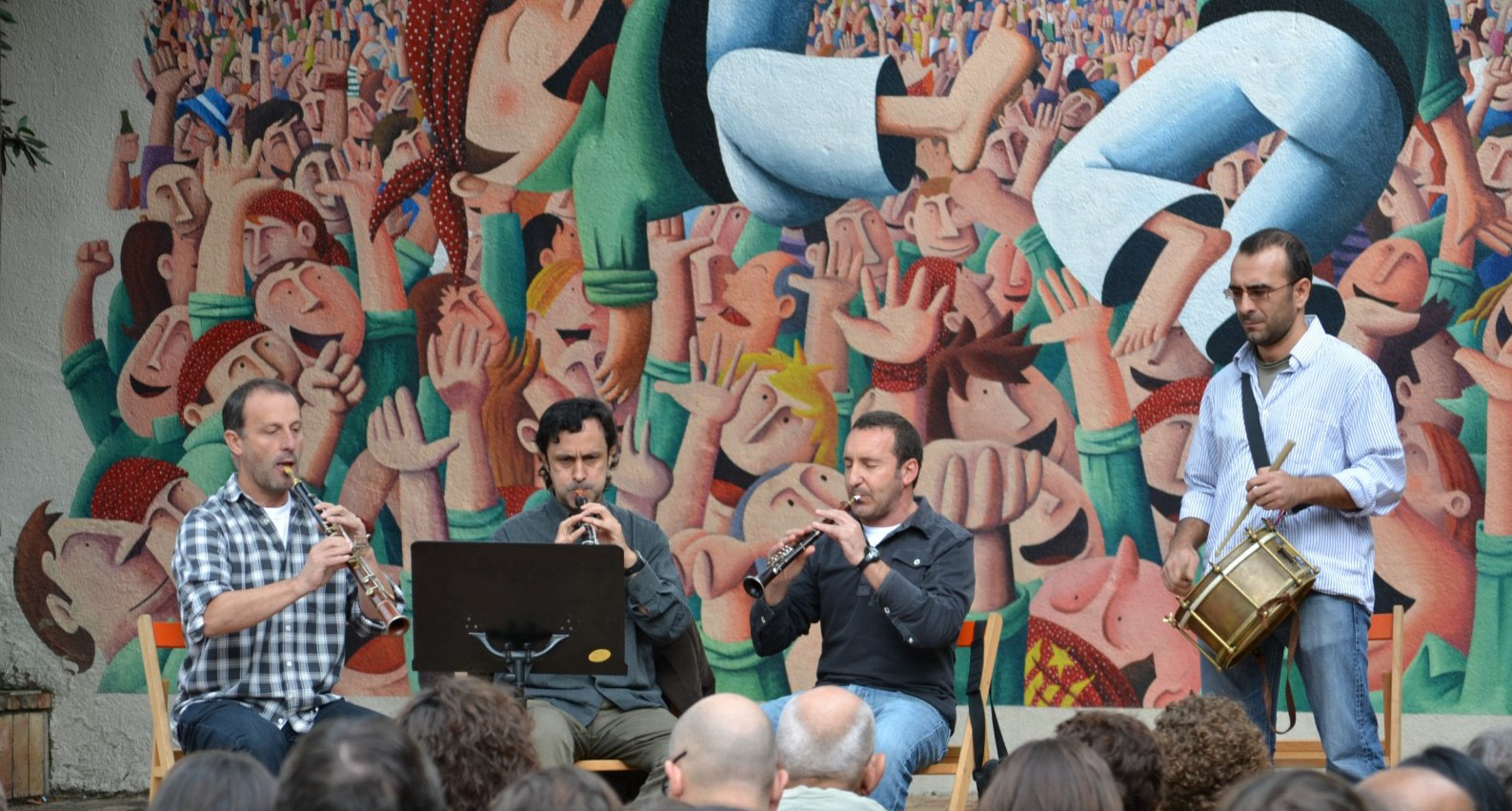
Grallers els Vernets amb una formació amb dues gralles dolces, una gralla baixa i un timbal.

El cos de la gralla baixa té una llargada d'uns 63 cm (depenent de l'afinació) i el cos pot estar feta de dues o tres parts. Mentre que la tessitura de la gralla dolça té una tessitura de mi₃ fins al do₅ (en funció de l'intèrpret es poden assolir notes més agudes), la gralla baixa té una tessitura que va del la₂ (algunes gralles baixes més senzilles només fins al si₂ o al do₂) fins al sol₄. En algunes models, el sistema de claus també permet fer les notes alterades per tal de facilitar-ne la digitació i garantir-ne l'afinació. També n'hi ha amb una clau d'octava a la part superior que permet atacar amb més facilitat les notes de la segona octava, tot i això, el so del registre agut acostuma a ser menys profund i ric en harmònics com el registre greu. Per aquest motiu, tot i que té una tessitura de dues octaves i escaig, és més comú emprar només el registre mitjà i greu, que és d’una octava i mitja.
El timbre també variarà segons el tipus d'afinació de la gralla. Així doncs, les gralles afinades en do (la-440) tenen un so més punyent, les gralles en si (la-415) tenen un so més timbrat i avellutat, i les gralles en si♭ tenen un so més suau molt adequat per tocar amb altres instruments però menys adequat per tocar en espais oberts per la manca de volum.